# Les Deux Mousquetaires
Pour plus de détails, voir Fiche technique et Distribution.
Les Deux Mousquetaires (The Two Mouseketeers) est le 65e court métrage d'animation de la série américaine Tom et Jerry réalisé par William Hanna et Joseph Barbera et sorti le 15 mars 1952.
Produit par Fred Quimby, il a remporté l'Oscar du meilleur court métrage d'animation.